# Незнайдені літературні твори Тараса Шевченка
Незнайдені літературні твори Тараса Шевченка — поетичні, драматичні й прозові твори, переклади і фольклорні записи, що не дійшли до нашого часу ні в рукописному, ні в друкованому вигляді. Вони втрачені або ще досі не розшукані.

## Свідчення
Згадки про такі твори є в автобіографії, «Щоденнику» Шевченка, в його листуванні, у спогадах його сучасників.

## Рання поезія
Не збереглися перші поетичні спроби Шевченка. В автобіографії поет зазначав, що з численних ранніх робіт він надрукував тільки баладу «Причинна». Ці твори Шевченка були відомі і Є. Гребінці та в його гуртку. І. Панаєв писав, що хоч вони і не ввійшли до «Кобзаря», проте українські друзі молодого поета вже тоді відгукувалися про Шевченка з захопденням і говорили, що він «обіцяє виявити геніальний поетичний талант».
Не з'ясовано також, який із ранніх творів показував А. Мокрицький 31.3.1837 р. К. Брюллову й чи був цей твір потім надрукований. А. Мокрицький відзначив у своєму щоденнику, що К. Брюллов був надзвичайно задоволений віршем і, побачивши в ньому думки і почуття молодого поета, вирішив визволити його з кріпацтва. За спогададами І. Сошенка, що їх записав М. Чалий, Шевченко написав твір на тему про життя художника, задану йому В. Жуковським. Твір не зберігся. Не відомо, як оцінив його В. Жуковський, але саме відтоді він став наполегливо дбати за визволення з кріпацтва Шевченка.
Не дійшов до наших часів також ранній твір Шевченка «Дорошенко», згаданий у листі П. Корольова до поета 2.5.1842.

## Драматичні твори
На початку 40-их рр. Шевченко багато працював над драматичними творами, більшість яких не збереглася. Про один з них — трагедію російською мовою віршами і прозою «Никита Гайдай» — поет писав до Г. Квітки-Основ'яненка наприкінці 1840 року — не пізніше перших чисел грудня 1841 (лист не зберігся, точна дата його невідома). Чи завершено цю трагедію, даних немає. Текст її крім уривка з третьої дії, опублікованого за життя поета в журналі «Маяк» (1842, № 9) і вдруге, з деякими відмінами, — в журналі «Киевская старина» (1887, № 10), не зберігся. У листі до Г. Квітки-Основ'яненка 8.12.1841 Шевченко повідомив, що «перемайстрував її» в драму «Невеста». А. Козачковський, який 1841 року або 1842 читав п'єсу «Невеста» в рукописі, називав її в спогадах про Шевченка «мелодрамою в прозі», написаною на історичному матеріалі періоду, коли гетьманом був Іван Виговський. У 1845 р. драми «Невеста» у Шевченка вже не було.
В листі 8.12.1841 Шевченко писав Г. Квітці-Основ'яненку про свою роботу над ще однією російською драмою «з українського простого буту» — «Слепая красавица». Текст цієї поеми не зберігся. Можливо Шевченко потім використав її сюжет для написання поеми російською мовою "Слепая".
30.9.1842 Шевченко писав Кухаренкові, що «скомпонував… ще драму чи трагедію в трьох актах … „Данило Рева“». Деякі дослідники (наприклад Василь Шубравський) схильні вважати, що цей невідомий твір був першим варіантом драми «Назар Стодоля».

## Переклади
Не збереглися Шевченкові переклади ліричних поезій Адама Міцкевича, до яких він, за спогадами О. Афанасьєва Чужбинського, брався не раз: «Деякі вірші виходили дуже вдало, але тільки-но якийсь здавався важким і невірним, Шевченко кидав і знищував усі попередні строфи». О. Афанасьєв-Чужбинський також згадував і про віршовану імпровізацію Шевченка на тему про хуртовину.

## Фольклорні записи
Не збереглися деякі фольклорні записи Шевченка, і зокрема, збірник записів народної творчості у Сквирському повіті. З цих записів чотири пісні («Зажурився бідний Сірома», «А в городі Самарі», «ОЙ сидить пугач та на могилоньці», «Чи я ж тобі не казала») використано в упорядкованому І. Рудченком виданні «Чумацкие народные песни».
Ще пізніше (після 1933 року) загубилися сліди альбому малюнків і фольклорних записів Шевченка 1859 року, де поряд з піснями «Через греблю Микитину», «Чи бачиш ти, дядьку», «Ой п'яна я, п'яна» були й інші фольклорні твори, записані поетом, а також його родичами і знайомими.